# Der Duft von Holunder
Der Duft von Holunder ist ein deutsches Fernseh-Drama, das im Auftrag der ARD gedreht und erstmals am 24. Juni 2011 ausgestrahlt wurde. Die Hauptrolle spielte Melika Foroutan.

## Handlung
Als die erfolgreiche Restaurantkritikerin Sofie Möller die Nachricht vom Tod ihrer Großmutter Helene erhält, bei der sie aufgewachsen ist, muss sie nach Brunstorf reisen, wo sie mit ihrer Vergangenheit konfrontiert wird. Damals war sie eine Außenseiterin und wurde wie eine Aussätzige behandelt. Lange Zeit war Tom Sommer ihr einziger Freund und Vertrauter, bis auch er es vorzog, lieber mit den Anderen zusammen zu sein.
Als Sofie zum Begräbnis ihrer Oma zurück an den Ort ihrer Kindheit kommt, werden die alten Erinnerungen wieder wach. Weil sie damals die selbst genähten Kleider ihrer Oma tragen musste, wurde sie von ihren Klassenkameraden „Motten-Sofie“ genannt. Der Begriff wurde von Ute geprägt, die ihn jetzt wieder neu aufleben lässt – zum Leidwesen von Sofie, die sich diesmal aber besser zu wehren versteht.
Sofie begegnet auch Tom wieder, in den sie schon als Kind verliebt war, und wirft ihm vor, weder damals noch diesmal zu ihr gestanden zu haben. Immer wieder kommt es zwischen beiden zu Disharmonien, doch wird schnell klar, dass sie sich all die Jahre gegenseitig vermisst haben und ihre Gefühle füreinander leben wieder auf.
Die negativen Kindheitserinnerungen von Sofie sind jedoch nicht auf ihre einstigen Klassenkameraden begrenzt, sondern sie hat seit jeher auch ein extrem schlechtes Verhältnis zu ihrer Mutter Agnes, die sie damals im Stich gelassen hat. Schließlich aber kommt es zur Aussprache der beiden Frauen und die Mutter erzählt Sofie, wie die Dinge sich damals tatsächlich zugetragen haben: Agnes war erst 19, als sie schwanger wurde, und Sofies Vater anderweitig verheiratet. Als er von der Schwangerschaft erfuhr, brach er den Kontakt ab. Mutter Agnes hat sich darauf in ihr Studium und die Arbeit geflüchtet und reiste zwei Jahre um die Welt. Vater Heinz hat gedroht, Agnes zu enterben und wollte sie nicht mehr sehen. Das war der Grund, weshalb sie Sofie so selten besuchte.
Bald werden noch weitere Familiengeheimnisse offenbar: weil Agnes‘ vermeintlicher Vater erst im Oktober 1955 aus sowjetischer Kriegsgefangenschaft nach Hause kam, sie aber bereits im April 1956 geboren wurde, findet Agnes bald heraus, dass Heinz nicht ihr leiblicher Vater sein kann. Und er war seither auch nicht mehr der Mann, dem die Liebe von Sofies Großmutter galt, die verfügt hatte, nicht neben ihrem Mann begraben zu werden, sondern an einer anderen Stelle, neben der eine zweite Grabstätte freigehalten wurde. Schließlich findet Agnes heraus, dass dieser Platz für Pastor Sevenig reserviert ist, der auch ihr leiblicher Vater ist.
Die Liebe zwischen ihm und Helene entstand im Frühjahr 1955, als der Pastor eine neue Dienststelle in Brunstorf antrat und niemand ahnen konnte, dass Omas Ehemann Heinz jemals wieder heimkehren würde. Der Pastor erzählt Agnes von jenen Tagen: „Die Luft war angefüllt mit Duft. Der Holunder schneite.“
Nach einigen Tagen im Haus ihrer Oma, das entrümpelt und eigentlich verkauft werden sollte, will Sofie mit dem Bus abreisen. Doch Sofie lässt den Bus abfahren und entschließt sich im letzten Moment, doch zu bleiben.

## Drehorte
Der Film wurde unter anderem in Hamburg und auf der denkmalgeschützten Fähre Siebeneichen gedreht. Diese Seilfähre fährt über den Elbe-Lübeck-Kanal und verbindet die Orte Siebeneichen und Fitzen. Weitere Drehorte sind in Brunstorf. Dazu zählen die St.-Elisabeth-Kirche und der zugehörige Friedhof; beides offizielle Brunstorfer Kulturdenkmale. Zudem entstanden Aufnahmen auf dem Mühlenhof und bei dem angrenzenden Teich in Roseburg.

## Einschaltquoten
Nachdem der Film bei seiner Erstausstrahlung im Juni 2011 von 5,14 Millionen Menschen gesehen wurde und somit einen Marktanteil von 18,4 Prozent verbuchen konnte, erreichte die im Juli 2013 gezeigte Wiederholung 3,81 Millionen Zuschauer und 15,7 Prozent Marktanteil.

## Kritiken
„Wenn die ARD sich wieder einmal darauf besinnt, dass der Auftrag der öffentlich-rechtlichen Grundversorgung auch ein junges Publikum einschließt, das sonst eher weniger zum Kreis der Bedachten gehört, dann kommt so etwas wie «Der Duft von Holunder» heraus.“

„(Fernseh-)Familiendrama mit romantischen Neigungen um die Wandlung einer jungen Frau, die allmählich ihren seelischen Schutzpanzer öffnet.“

## Trivia
Im Text der Filmbesprechung der ARD heißt das Heimatdorf der Familie „Brunsdorf“, offenbar in Anlehnung an einen der Drehorte, das Dorf Brunstorf. Im Film wird mehrfach das Lied „Kinderlied für Agnes“ gesungen und angesprochen, welches mit den Worten „Dort an der Friedhofsmauer“ beginnt. Der Text des Lieds wurde von Eduard Mörike verfasst.